# Associazione Calcio Novara 1950-1951
Questa voce raccoglie le informazioni riguardanti l'Associazione Calcio Novara nelle competizioni ufficiali della stagione 1950-1951.

## Rosa
| N. |                   | Ruolo | Calciatore           |
| -- | ----------------- | ----- | -------------------- |
|    | Italia (bandiera) | P     | Ivano Corghi         |
|    | Italia (bandiera) | P     | Celestino Russova    |
|    | Italia (bandiera) | D     | Giuseppe Della Frera |
|    | Italia (bandiera) | D     | Pietro Rava          |
|    | Italia (bandiera) | D     | Edoardo Galimberti   |
|    | Italia (bandiera) | C     | Guglielmo Oppezzo    |
|    | Italia (bandiera) | C     | Rino De Togni        |
|    | Italia (bandiera) | C     | Ambrogio Baira       |
|    | Italia (bandiera) | C     | Giuseppe Mainardi    |
|    | Italia (bandiera) | C     | Luigi Molina         |

| N. |                       | Ruolo | Calciatore             |
| -- | --------------------- | ----- | ---------------------- |
|    | Italia (bandiera)     | C     | Silvio Feccia          |
|    | Italia (bandiera)     | C     | Tullio Fanchini        |
|    | Italia (bandiera)     | A     | Silvio Piola           |
|    | Italia (bandiera)     | A     | Umberto Renica         |
|    | Italia (bandiera)     | A     | Lanfranco Alberico     |
|    | Argentina (bandiera)  | A     | Bruno Pesaola          |
|    | Jugoslavia (bandiera) | A     | Aleksandar Arangelovic |
|    | Italia (bandiera)     | A     | Piero Pombia           |
|    | Italia (bandiera)     | A     | Dario Seratoni         |
|    | Italia (bandiera)     | A     | Alfredo Spadavecchia   |

## Risultati

### Serie A

#### Girone di andata
| 10 settembre 1950 1ª giornata | Novara | 3 – 0 | Sampdoria |  |

| 17 settembre 1950 2ª giornata | Novara | 1 – 2 | Bologna |  |

| 24 settembre 1950 3ª giornata | Milan | 9 – 2 | Novara |  |

| 1 ottobre 1950 4ª giornata | Udinese | 2 – 1 | Novara |  |

| 8 ottobre 1950 5ª giornata | Novara | 1 – 1 | Como |  |

| 15 ottobre 1950 6ª giornata | Palermo | 3 – 2 | Novara |  |

| 22 ottobre 1950 7ª giornata | Novara | 3 – 0 | Pro Patria |  |

| 29 ottobre 1950 8ª giornata | Roma | 0 – 0 | Novara |  |

| 5 novembre 1950 9ª giornata | Novara | 3 – 2 | Torino |  |

| 12 novembre 1950 10ª giornata | Napoli | 3 – 0 | Novara |  |

| 19 novembre 1950 11ª giornata | Novara | 4 – 2 | Lazio |  |

| 26 novembre 1950 12ª giornata | Genoa | 3 – 0 | Novara |  |

| 3 dicembre 1950 13ª giornata | Novara | 3 – 3 | Lucchese |  |

| 10 dicembre 1950 14ª giornata | Juventus | 4 – 0 | Novara |  |

| 17 dicembre 1950 15ª giornata | Fiorentina | 2 – 1 | Novara |  |

| 24 dicembre 1950 16ª giornata | Novara | 2 – 1 | Padova |  |

| 31 dicembre 1950 17ª giornata | Novara | 0 – 1 | Inter |  |

| 7 gennaio 1951 18ª giornata | Atalanta | 3 – 0 | Novara |  |

| 14 gennaio 1951 19ª giornata | Novara | 4 – 1 | Triestina |  |

#### Girone di ritorno
| 21 gennaio 1951 20ª giornata | Sampdoria | 1 – 1 | Novara |  |

| 28 gennaio 1951 21ª giornata | Bologna | 1 – 0 | Novara |  |

| 4 febbraio 1951 22ª giornata | Novara | 1 – 3 | Milan |  |

| 11 febbraio 1951 23ª giornata | Novara | 2 – 0 | Udinese |  |

| 18 febbraio 1951 24ª giornata | Como | 2 – 1 | Novara |  |

| 25 febbraio 1951 25ª giornata | Novara | 3 – 0 | Palermo |  |

| 4 marzo 1951 26ª giornata | Pro Patria | 2 – 1 | Novara |  |

| 11 marzo 1951 27ª giornata | Novara | 1 – 0 | Roma |  |

| 18 marzo 1951 28ª giornata | Torino | 2 – 1 | Novara |  |

| 25 marzo 1951 29ª giornata | Novara | 6 – 0 | Napoli |  |

| 1 aprile 1951 30ª giornata | Lazio | 0 – 0 | Novara |  |

| 8 aprile 1951 31ª giornata | Novara | 1 – 0 | Genoa |  |

| 22 aprile 1951 32ª giornata | Lucchese | 2 – 2 | Novara |  |

| 29 aprile 1951 33ª giornata | Novara | 3 – 1 | Juventus |  |

| 13 maggio 1951 34ª giornata | Novara | 0 – 1 | Fiorentina |  |

| 20 maggio 1951 35ª giornata | Padova | 1 – 2 | Novara |  |

| 27 maggio 1951 36ª giornata | Inter | 5 – 0 | Novara |  |

| 10 giugno 1951 37ª giornata | Novara | 1 – 1 | Atalanta |  |

| 17 giugno 1951 38ª giornata | Triestina | 3 – 0 | Novara |  |

## Statistiche

### Statistiche di squadra
| Competizione | Punti | In casa | In casa | In casa | In casa | In casa | In casa | In trasferta | In trasferta | In trasferta | In trasferta | In trasferta | In trasferta | Totale | Totale | Totale | Totale | Totale | Totale | DR  |
| Competizione | Punti | G       | V       | N       | P       | Gf      | Gs      | G            | V            | N            | P            | Gf           | Gs           | G      | V      | N      | P      | Gf     | Gs     | DR  |
| ------------ | ----- | ------- | ------- | ------- | ------- | ------- | ------- | ------------ | ------------ | ------------ | ------------ | ------------ | ------------ | ------ | ------ | ------ | ------ | ------ | ------ | --- |
| Serie A      | 33    | 19      | 12      | 3       | 4       | 42      | 19      | 19           | 1            | 4            | 14           | 14           | 48           | 38     | 13     | 7      | 18     | 56     | 67     | -11 |

### Statistiche dei giocatori
| Giocatore       | Serie A  | Serie A |
| Giocatore       | Presenze | Reti    |
| --------------- | -------- | ------- |
| L. Alberico     | 32       | 7       |
| A. Arangelovic  | 26       | 9       |
| A. Baira        | 28       | 2       |
| I. Corghi       | 26       | -55     |
| G. Della Frera  | 37       | 0       |
| R. De Togni     | 35       | 0       |
| T. Fanchini     | 1        | 0       |
| S. Feccia       | 14       | 1       |
| E. Galimberti   | 4        | 0       |
| G. Mainardi     | 17       | 1       |
| L. Molina       | 15       | 0       |
| G. Oppezzo      | 36       | 3       |
| B. Pesaola      | 29       | 7       |
| S. Piola        | 37       | 19      |
| P. Pombia       | 5        | 0       |
| P. Rava         | 22       | 1       |
| U. Renica       | 36       | 5       |
| C. Russova      | 12       | -12     |
| D. Seratoni     | 3        | 0       |
| A. Spadavecchia | 3        | 0       |